# Jelena Vojt
Jelena Sergejevna Vojt (Russisch: Елена Сергеевна Войт) (Moskou, 27 oktober 1916 - Moskou, 13 september 1997) was een basketbalspeler, volleybalspeler en atleet uit de Sovjet-Unie. Ze werd Meester in de sport van de Sovjet-Unie in basketbal 1946, volleybal in 1938 en atletiek in 1940. Ook kreeg ze het Ereteken van de Sovjet-Unie.

## Carrière in basketbal
Vojt speelde haar hele carrière voor MAI Moskou en won drie keer het Landskampioenschap van de Sovjet-Unie in 1946, 1947 en 1951. Ook won ze de USSR Cup in 1949 en 1952. In 1953 stopte ze met basketbal.

## Carrière in volleybal
In 1933 begon Vojt te spelen bij Team Moskou. Ze bleef daar tot 1936. Ze werd vier keer Landskampioen van de Sovjet-Unie in 1933, 1934, 1935 en 1936. In 1935 begon ze ook te spelen bij MAI Moskou. In 1938 verhuisde ze naar CDKA Moskou. Na één seizoen stapte ze over naar Lokomotiv Moskou. Na de Grote Vaderlandse Oorlog keerde ze terug bij Lokomotiv. Met Lokomotiv werd ze twee keer Landskampioen van de Sovjet-Unie in 1939 en 1945. In 1947 stopte ze met volleybal.

## Carrière in atletiek
Vojt werd tweede op het USSR-kampioenschap 1943 op het onderdeel hoogspringen.

## Erelijst basketbal
- Landskampioen Sovjet-Unie: 3
  - Winnaar: 1945, 1948, 1951
  - Tweede: 1945, 1948, 1952, 1953
  - Derde: 1946, 1949
- Bekerwinnaar Sovjet-Unie: 2
  - Winnaar: 1949, 1952

## Erelijst volleybal
- Landskampioen Sovjet-Unie: 6
  - Winnaar: 1933, 1934, 1935, 1936, 1939, 1945
  - Tweede: 1938, 1940